# Politeama sociale (Sassuolo)
Il Politeama Sociale è un ex teatro situato a Sassuolo, in provincia di Modena.

## Storia
Nel 1905 venne distrutto il settecentesco teatrino ducale sito in piazza dell'Orologio (oggi piazza Giuseppe Garibaldi). A seguito di ciò, nel 1906 venne fondata la Società Anonima Cooperativa Politeama Sociale con l'intento di edificare un nuovo teatro. L'amministrazione comunale approvò la richiesta della cooperativa ed incaricò l'ingegnere comunale Gaetano Malatesta di realizzare il progetto, concedendo altresì un'area già destinata al gioco delle bocce, in prossimità delle scuole pubbliche e l'ex convento dei Serviti.
Inizialmente si pensò di costruire un'arena all'aperto per ospitare spettacoli comici, equestri e di varietà, assai diffusi all'epoca; tuttavia, in un secondo tempo, si preferì la realizzazione di un politeama, ossia una sala atta ad accogliere varie tipologie di spettacolo (lirica, prosa, varietà e altri spettacoli). Il palazzo venne costruito con grandi difficoltà economiche, rendendosi così necessario l'intervento del Comune, che acquistò parecchie azioni della cooperativa.
L'inaugurazione del Politeama sociale avvenne il 12 ottobre 1912, con la messa in scena della Cavalleria Rusticana di Pietro Mascagni e successivamente dei Pagliacci di Ruggero Leoncavallo.
Il teatrino mantenne le sue funzioni fino agli anni 1930, quando venne inaugurato il più grande Teatro Carani. Nel 1935 venne definitivamente acquisito dal Comune di Sassuolo, che lo trasformò adibendolo dapprima a Casa del Fascio e, nel secondo dopoguerra, a sala da ballo, soprannominata Caldiròun (calderone).
Nel 1964 il Politeama sociale venne veduto al Banco San Geminiano e San Prospero (istituto bancario poi confluito nel Banco BPM), che avrebbe voluto cambiarne ulteriormente la destinazione d'uso, trasformandolo in centro di attività direzionale, ma il progetto non venne mai stato avviato.
Nel 2003 l'amministrazione comunale ricomprò l'ex Politeama sociale al prezzo di 496.800 euro, al fine di scongiurare il degrado dello storico stabile e di restituirlo alla comunità. All'acquisto non seguì tuttavia la riqualificazione prevista, anche se venne brevemente riaperto al pubblico poche settimane dopo l'elezione dell'ex sindaco Luca Caselli.
Al 2023 l'edificio versa in grave stato di degrado, avendo perduto in gran parte la sua identità originaria. Tuttavia, nel PNRR è previsto lo stanziamento di 2 milioni di euro per il progetto di “Riuso e rifunzionalizzazione dell’ex Teatro “Politeama” per la realizzazione di una nuova biblioteca digitale ed archivio storico comunale”.

## Architettura
L'originaria funzione del teatro è ancora ben leggibile negli esterni, in quanto l'edificio non ha subito interventi rilevanti.
La facciata è costituita da due corpi laterali aggettanti con terrazza e fastigio curvilineo al centro. Le porte e le finestre presentano cornici con motivi decorativi a fiorami e testine, mentre le grate in ferro battuto sono caratterizzate dal motivo "a frusta", secondo il tratto stilistico dell'architettura liberty sobria ed essenziale. Sono andate ormai perdute le decorazioni interne di Umberto Chicchi, costituite da motivi floreali stilizzati, rilevabili dalle immagini d'epoca. Probabilmente nel corso della ristrutturazione del 1935 furono inoltre tamponati i palchetti della galleria ed eliminato il palcoscenico.